# Bilboquet (Werkzeug)
Das Bilboquet (französisch) ist ein Werkzeug, mit dem ein Vergolder Blattgold auflegt.

## Verwendung
Das Werkzeug ist unten platt und oben rund, damit man es in der Hand halten kann. Die platte Seite ist mit dem Stoff Scharlach überzogen. Es ähnelt von der Form her einem Stempel mit längerem Stiel. Der Vergolder haucht auf den Stoff und nimmt dann damit den Goldstreifen auf, der auf Grund der aufgehauchten, geringen Feuchtigkeit am Stoff haftet. Das Blattgold wird danach mit einem dazu bestimmtem Messer – mit einer breiten, dünnen Klinge – zurechtgeschnitten. Das Bilboquet wird zum Vergolden glatter Stellen verwendet, an deren Kanten das Gold nicht überstehen soll. Die Arbeit mit einem Bilboquet ist dabei sauberer und genauer als mit dem sogenannten Anschießer oder Anschießpinsel, der für grobflächigere Arbeiten verwandt wird.